# Lyctocoris elongatus
Lyctocoris elongatus är en insektsart som först beskrevs av Reuter 1871.  Lyctocoris elongatus ingår i släktet Lyctocoris och familjen näbbskinnbaggar. Inga underarter finns listade i Catalogue of Life.